# Marsac, Tarn-et-Garonne
Marsac một thị xã và commune in the Tarn-et-Garonne département of Pháp, in the région Occitanie.